# Daniele Raffaeli
Daniele Raffaeli (n. 5 aprilie 1977, Roma, Italia) este un actor de voce italian, cunoscut mai ales pentru dublarea lui Ben Tennyson în serialul și în filmele Ben 10, Logan Henderson în Big Time Rush, Chuck Bass în Gossip Girl.